# Mascon
Se conoce como mascon (a partir de la abreviación de la expresión en inglés mass concentrations) a toda región de la región de un astro que posee una densidad de masa notoriamente superior al promedio del astro en cuestión. Tal concentración suele provocar un casi ínfimo, aunque mensurable, aumento de la gravedad en el área de mascon. Cuando se trata de una anomalía gravitatoria positiva (es decir, con aumento de la gravitación; una «repleción») se trata de un «mascon positivo» —o, sencillamente, mascon—; si, en cambio, la zona posee una disminución de campo gravitacional, se trata de un «mascon negativo» acompañado de una «depleción».

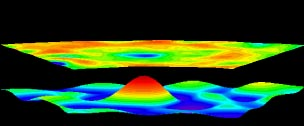
Topografía —arriba— y campo gravitacional —abajo— del mascon correspondiente al Mare Serenitatis (Lunar Prospector, NASA).

Los máscones fueron detectados por primera vez analizando los movimientos de la sonda automática estadounidense Lunar Orbiter 5 y posteriormente estudiados por medio de microsatélites lanzados desde la órbita lunar por las misiones Apolo. Esto ocurrió durante la década de 1960 cuando se percibió que las órbitas de los satélites artificiales lanzados hacia la Luna eran alteradas por heterogeneidades gravitacionales en la corteza del satélite natural de la Tierra.
Los máscones pueden deberse a varias causas. Una explicación establece que fueron originados por la transformación de los basaltos lunares en rocas más densas en los bordes de las formaciones circulares. Estas concentraciones o anomalías positivas han sido detectadas en algunos de los mares regulares como el Imbrium, Serenitatis, Nectaris, Crisium, Humorum, Humboldtianum, Orientale, Smythii, Aestum o el mismo cráter Grimaldi, y suponen el descenso local en altitud de un satélite artificial que las sobrevuele. En la Tierra frecuentemente señalan procesos telúricos ocurridos en la parte superior del manto; por ejemplo, la sedimentación de «nubes de manto», «nubes» creadas por efusiones masivas de magma. En la Luna y en Marte, la mayoría de los mascones conocidos indican la presencia de masas de origen meteórico, derivadas de asteroides o de núcleos cometarios impactados en tales astros.
Los impactos meteóricos no solo aportan masa, sino que, por reacción, suelen provocar «nubes de manto», campos de magma solidificado. El segundo tipo de mascon señalado también se encuentra en la Tierra (por ejemplo, en la zona del cráter de la Tierra de Wilkes), aunque este tipo de mascon es más raro en la Tierra que en la Luna y Marte, ya que la atmósfera terrestre suele, por fricción, volatilizar los meteoritos cuando no son de grandes proporciones.

## Lista de los principalesmáscones
- Mare Humboldtianum
- Mare Imbrium
- Mare Serenitatis
- Mare Smythii
- Cuenca Mendel-Rydberg
- Sputnik Planitia[3]